# Mijtercel

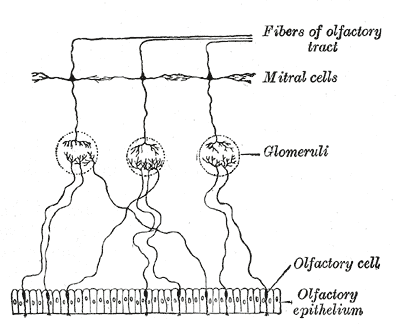
Schematische voorstelling met mijtercellen (mitral cells) in de reukkolf

Mijtercellen zijn zenuwcellen, die voorkomen in de reukkolf (bulbus olfactorius) en de bulbus olfactorius accessorius. De axonen van de mijtercellen sturen de reukinformatie naar verschillende delen in de hersenen, zoals de reukschors (cortex olfactorius), de hypothalamus en de amygdala.